# Šarlota Pawel
Eugenia Šarlota Pawel-Kroll, poljska grafička dizajnerica i crtačica dječjih stripova. Najpoznatija je po svojoj seriji dječjih stripova Jonka, Jonek i Kleks, koji su doživjeli više desetaka nastavaka između 1974. i 2003. godine te se smatraju najvrjednijim dostignućem poljskog dječjeg stripa.
Diplomirala je na Akademiji primijenjenih umjetnosti u Varšavi u klasi priznatog strip crtača, prof. Henrika Jeržija Chmielewskog.
Godine 2010. odlikovana je Medaljom za zasluge u kulturi "Gloria Artis" koju dodjeljuje Ministarstvo kulture i narodne baštine Republike Poljske.
Ilustrirala je više dječjih knjiga, a crtala je i za razne časopise, pretežno namijenjene djeci i mladima, poput Broj osmijeha i Svijet mladih.